# تارو هاکاسه
تارو هاکاسه (انگلیسی: Taro Hakase؛ زادهٔ ۲۳ ژانویهٔ ۱۹۶۸) آهنگساز، violinist، موسیقی‌دان اهل ژاپن است.